# Villalazán
Villalazán ist ein nordwestspanischer Ort und eine Gemeinde (municipio) mit nur noch 248 Einwohnern (Stand: 2024) im Süden der Provinz Zamora in der Autonomen Gemeinschaft Kastilien-León. 

## Lage und Klima
Villalazán liegt am Rand der Kastilischen Hochebene (Meseta Iberica) in einer Höhe von ca. 680 m. Der Duero begrenzt die Gemeinde im Norden. Die Provinzhauptstadt Zamora ist gut 14 km (Fahrtstrecke) in westlicher Richtung entfernt. Das gemäßigte Kontinentalklima wird nur selten vom Atlantik beeinflusst; Regen (ca. 429 mm/Jahr) fällt vorwiegend im Winterhalbjahr.

## Bevölkerungsentwicklung
| Jahr      | 1970 | 1981 | 1991 | 2001 | 2011 | 2021 |
| Einwohner | 510  | 441  | 429  | 387  | 319  | 251  |

## Sehenswürdigkeiten
- archäologische Grabungsstätte Valcuevo los Castros y El Alba
- Blasiuskirche (Iglesia de San Blas)

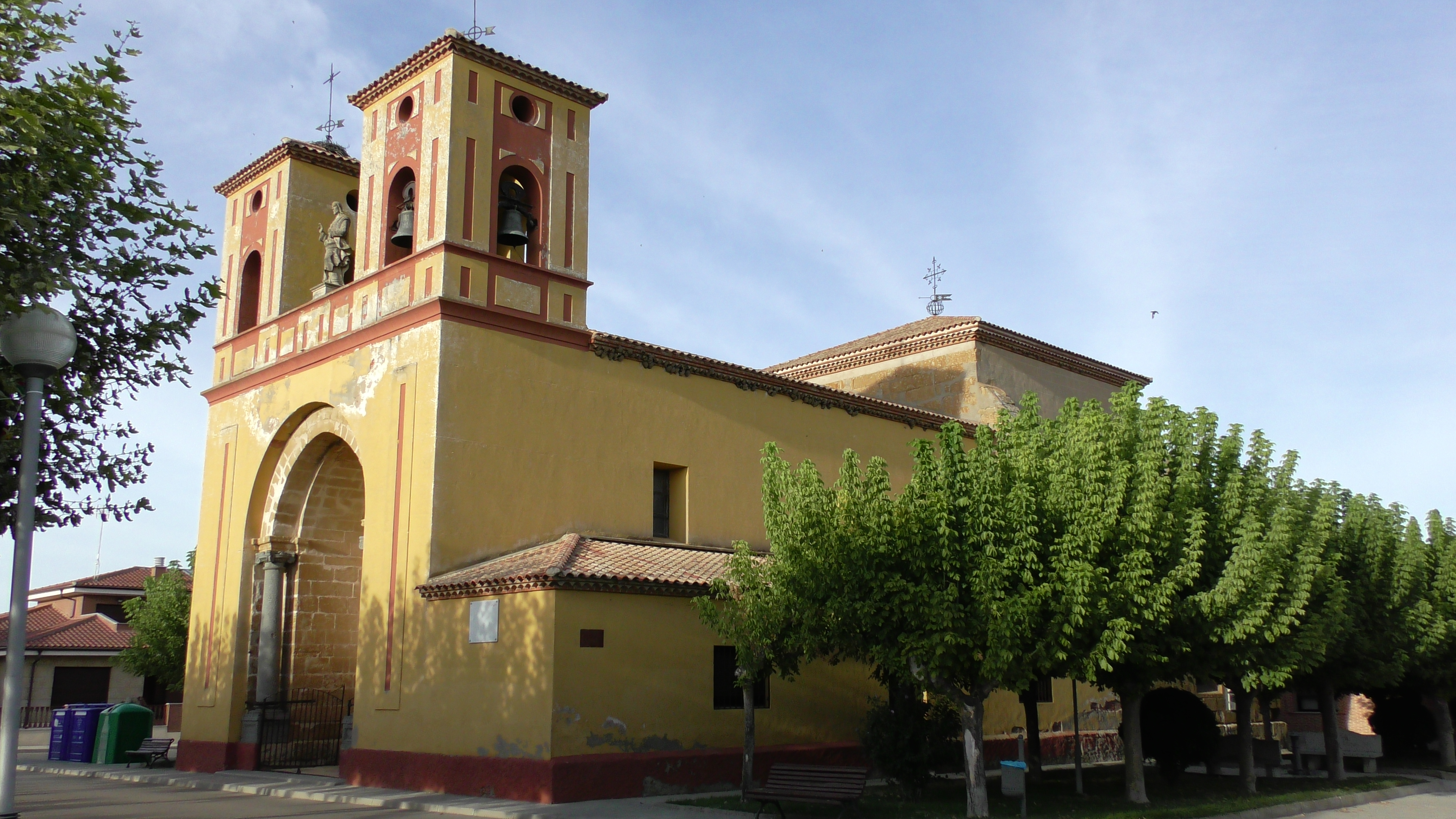
Blasiuskirche
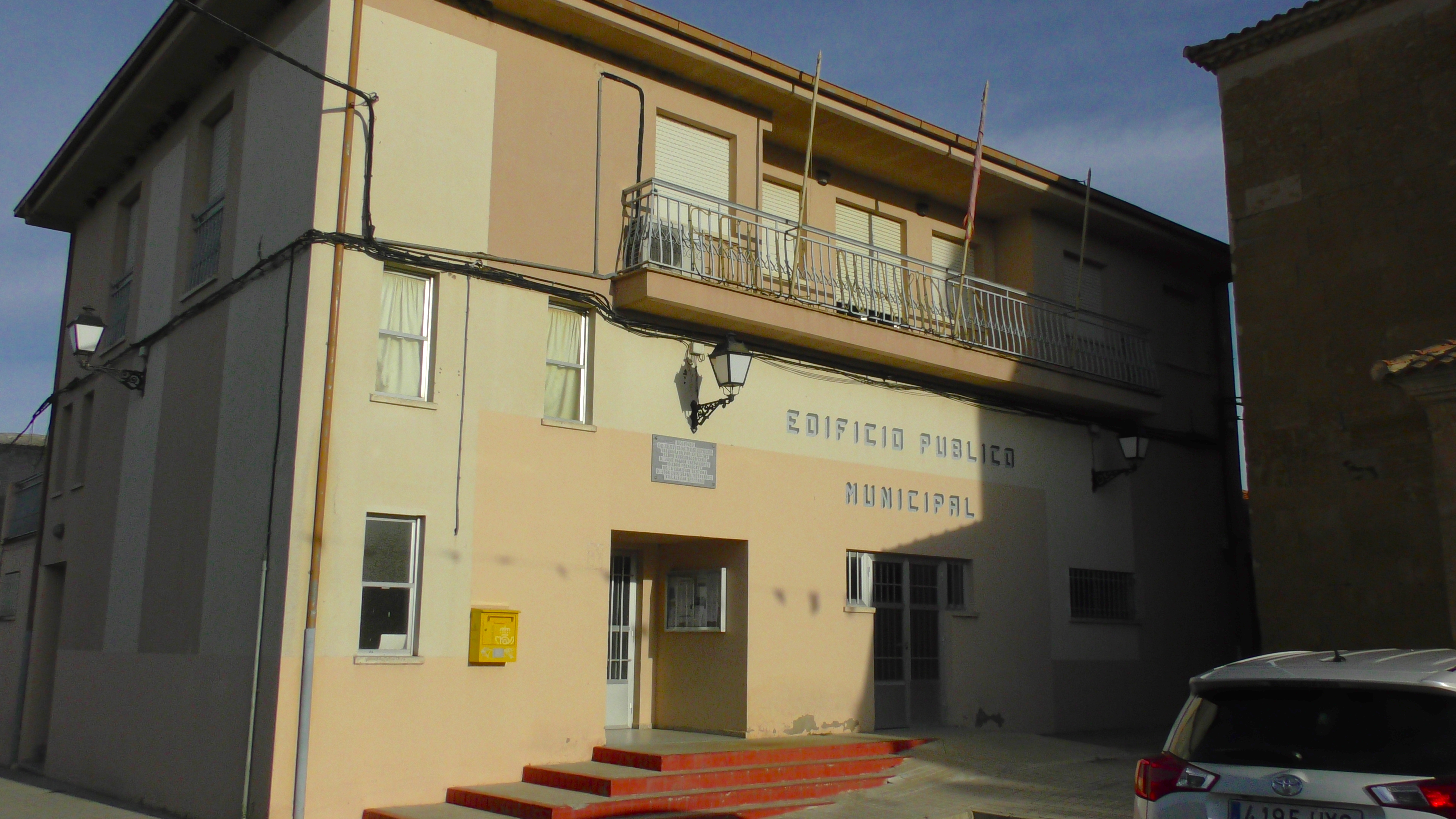
Rathaus